# Garphyttedammen
Garphyttedammen är en sjö i Lindesbergs kommun i Västmanland och ingår i Norrströms huvudavrinningsområde. Sjön är 12,5 meter djup, har en yta på 0,021 kvadratkilometer och är belägen 187 meter över havet.